# Фабричне (село)
Фабри́чне — село в Україні, у Токмацькій міській громаді Пологівського району Запорізької області. Населення становить 151 особа.

## Географія
Село Фабричне розташоване за 105 км від обласного центру, 77 км від районного центру та 8 км міста Токмака, на лівому березі річки Токмак, вище за течією на відстані 1,5 км розташоване село Снігурівка, нижче за течією на відстані 2,5 км розташоване село Лугівка. Через село пролягає автошлях територіального значення Т 0813.

## Історія
Село засноване менонітами у 1864 році під первинною назвою Фабрікервізе. До 1871 року село перебувало в складі Молочанського менонвтського округу Бердянського повіту. У 1945 році перейменоване в село Фабричне.

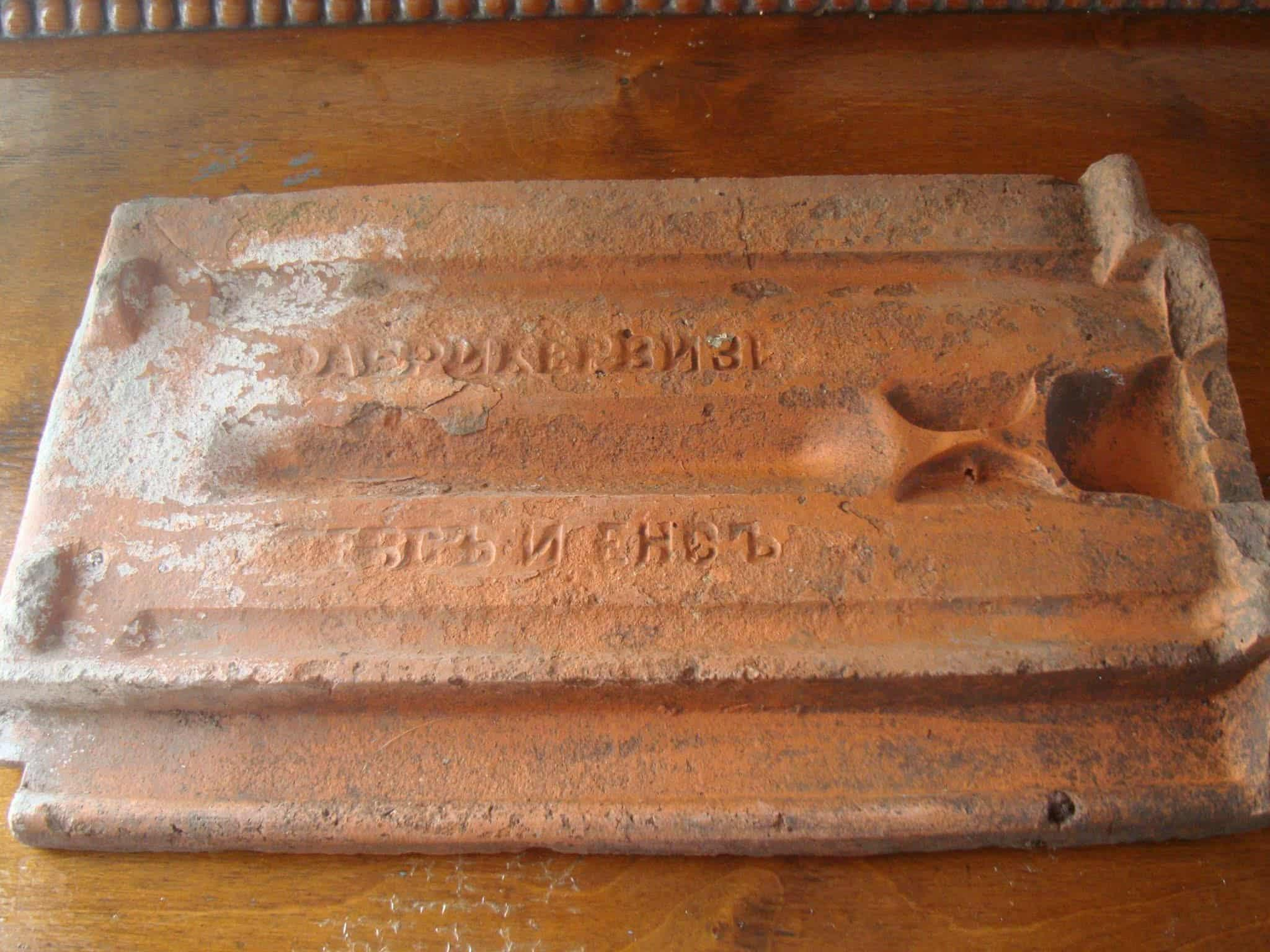
Черепиця, виготовлена на цегельному заводі Тевса та Енса у Фабрікервізе (нині с. Фабричне Запорізької обл.), поч.ХХ ст.

В селі німецькими менонітами був побудований цегельний завод (нині не працює і поступово руйнується).
12 червня 2020 року, відповідно до розпорядження Кабінету Міністрів України № 713-р «Про визначення адміністративних центрів та затвердження територій територіальних громад Запорізької області», село увійшло до складу Токмацької міської громади.
19 липня 2020 року, в результаті адміністративно-територіальної реформи та ліквідації Токмацького району, село увійшло до складу Пологівського району.
24 лютого 2022 року, в ході російського вторгнення в Україну, село тимчасово окуповане російськими військами.

## Населення

### Мова
Розподіл населення за рідною мовою за даними перепису 2001 року:
| Мова       | Кількість | Відсоток |
| ---------- | --------- | -------- |
| українська | 123       | 81.46%   |
| російська  | 28        | 18.54%   |
| Усього     | 151       | 100%     |